# Los Balbases
Los Balbases és un municipi de la província de Burgos a la comunitat autònoma de Castella i Lleó. Forma part de la comarca d'Odra-Pisuerga.

## Demografia
| 1991 |  | 1996 |  | 2001 |  | 2004 |  | 2005 |  | 2006 |
| ---- |  | ---- |  | ---- |  | ---- |  | ---- |  | ---- |
| 407  |  | 391  |  | 341  |  | 348  |  | 354  |  | 346  |